# Bunker de Berlin
Pour les articles homonymes, voir Bunker.
Le bunker de Berlin est un ancien grand abri antiaérien de Berlin construit pendant la Seconde Guerre mondiale. Abandonné à la fin des combats, il a ensuite été voué à de multiples usages, boîte de nuit et lieu de rencontre sadomasochiste. Il a été transformé en espace d'exposition d'art contemporain.

## Histoire
Grand cube gris en béton de cinq étages situé à Berlin à l'angle de la Reinhardstrasse et de l'Albrechtstrasse, il est construit sur les plans de Karl Bonatz en 1942. Ce Reichsbahnbunker pouvait abriter 2 000 personnes pendant les bombardements alliés sur la capitale allemande, notamment des passagers des lignes de chemins de fer proches. Étant situé dans la partie est de la ville, les Soviétiques, qui occupent ce secteur après 1945, le transforment en prison, puis sous la RDA, le bunker sert d'entrepôt pour les fruits et légumes, d'où son surnom, par les Berlinois, de Banana Bunker.
Après la réunification allemande, il devient un haut lieu à la fois de la scène techno hardcore et gabber au milieu des années 1990, et aussi du sadomasochisme à Berlin.
Christian Boros (en), Polonais ayant fait fortune en Allemagne dans la publicité, rachète le bunker en 2003. Il s'y fait construire un penthouse au dernier étage puis transforme le reste du bâtiment en espace d'exposition d'art contemporain, exposant une cinquantaine de sculptures et d'installations de sa collection personnelle. Il a aussi demandé à plusieurs artistes, dont Damien Hirst, Olafur Eliasson, Wolfgang Tillmans, Anselm Reyle (en) ou Cosima von Bonin, d'adapter leurs œuvres aux particularités architecturales de l'endroit, un labyrinthe de 3 000 m2 avec des pièces pouvant atteindre 13 m de hauteur sous plafond.